# Напте
Напте (нем. Napte) — река в Германии, приток Эммера. Протекает по земле Северный Рейн-Вестфалия.
Длина реки составляет 10,73 км, площадь водосборного бассейна — 23,503 км². Первые 2,1 км иногда называют ручьём Книпбах.
Течёт сначала в юго-восточном направлении через Вальхаузен и Биллербек в Вёббель. Вдоль реки и озера Norderteich расположен национальный парк Norderteich mit Naptetal.